# Elodes piceata
Elodes piceata es una especie de coleóptero de la familia Scirtidae.

## Distribución geográfica
Habita en Rusia.